# Violastrild
Violastrild (Granatina ianthinogaster) är en fågel i familjen astrilder inom ordningen tättingar.

## Utseende och läte
Violastrilden är en vacker och karakteristisk astrild med djupblå stjärt och röd näbb. Hanen är mer färgglad, med lila på buken, rostrött huvud samt rött och lila runt ögat. Honan är mestadels rostfärgad med blå fläckar ovan och under ögat. Bland lätena hörs ljusa gnissliga och skallrande ljud, medan sången är visslande och läspande.

## Utbredning och systematik
Fågeln förekommer från östligaste Sydsudan till södra Etiopien, Kenya, Uganda och Tanzania. Den behandlas som monotypisk, det vill säga att den inte delas in i några underarter.

## Levnadssätt
Violastrilden hittas i olika typer av savann- och skogsbiotoper. Den ses vanligen i småflockar, ibland tillsammans med andra arter.

## Status
Arten har ett stort utbredningsområde och beståndet anses vara stabilt. Internationella naturvårdsunionen IUCN listar den därför som livskraftig (LC).